# شینه علیا
شینه علیا، روستایی از توابع بخش فیروزآباد شهرستان سلسله در استان لرستان ایران است.

## جمعیت
این روستا در دهستان قلائی قرار دارد و براساس سرشماری مرکز آمار ایران در سال ۱۳۸۵، جمعیت آن ۱۷۷ نفر (۳۶خانوار) بوده‌است.